# Hyperpyron

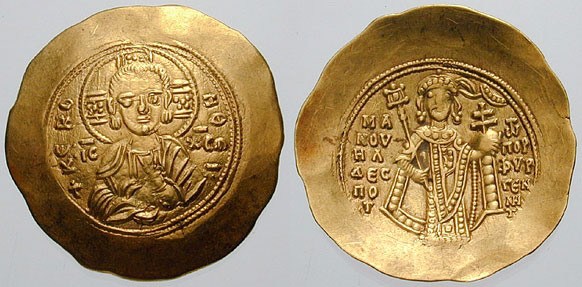
Hyperpyron Manuela I. Komnena

Hyperpyron (řecky ὑπέρπυρον) byl mince využívaná v Byzantské říši v období vrcholného středověku. Měnu zavedl císař Alexios I. Komnenos (1081 až 1118), aby tak nahradil v té době již znehodnocenou měnu solidus. Hyperpyron se vyznačoval vyšší ryzostí zlata (většinou zhruba .900–.950) a vážil 4,45 gramu. 
Byl roven pěti dukátům nebo dvaceti solidům, i když hodnota stejně nazvaných mincí se v některých částech Středomoří lišila (například na Kypru). 